# Apnea (deporte)
La apnea, buceo a pulmón o buceo libre (en inglés: freediving) es un deporte extremo, el cual tiene como base la suspensión voluntaria de la respiración dentro del agua mientras se recorren largas distancias o se desciende hasta grandes profundidades. Esta suspensión voluntaria de la respiración es, así mismo, la base de una actividad milenaria y vigente como la pesca submarina a pulmón, practicada, por ejemplo, por las ama en Japón, por los bajau en Indonesia y Filipinas, y por los wayú en Colombia y Venezuela. Aunque, en un principio, pueda parecer entrenamiento físico, el deporte de la apnea se basa principalmente en la relajación mental del individuo, la buena alimentación e hidratación, el fomento de los reflejos mamíferos en humanos, y el entrenamiento en ambientes de hipoxia y de presiones hidrostáticas altas donde los gases se comprimen dramáticamente y el volumen de los pulmones se ve considerablemente reducido.[cita requerida]
Esta particular actividad practica el descenso a la profundidad del mar a pulmón libre, es decir, sin equipos de submarinismo tradicionales como el esnórquel. En un principio la disciplina permitía descender unos pocos metros (30 metros con peso variable en 1849) pero, a medida que se fueron sofisticando las prácticas, alcanzó a sobrepasar el límite de 120 metros con peso variable, por lo que se requirió de una cuerda atada a un ancla perfectamente vertical para evitar la desorientación del apneísta. Con este mecanismo solo se sigue la cuerda en el descenso y ascenso sin la necesidad de orientarse abriendo los ojos.

## Historia
En 1949 fue el nacimiento de la apnea moderna tal como la conocemos, cuando el capitán de la Fuerza Aérea Italiana nacido en Hungría, Raimondo Bucher, se sumergió en el fondo del mar cerca de Nápoles por una simple apuesta. [cita requerida]

## Reflejo de inmersión mamífero
El cuerpo humano se adapta para poder hacer el buceo libre. Primero disminuye el ritmo cardíaco entre 10% y 25% para ralentizar las funciones corporales y consumir menos oxígeno. Los vasos sanguíneos se contraen para elevar ligeramente los niveles de oxígeno y el bazo libera más glóbulos rojos para que llegue oxígeno a los órganos vitales, sobre todo el cerebro y el corazón (restringiendo el oxígeno en las extremidades). Para ayudar a este proceso se contraen los músculos grandes. Dependiendo de la profundidad, el plasma sanguíneo llena los vasos sanguíneos de los pulmones para reducir el volumen y evitar daños que podrían provocar la presión a más de 35 metros de profundidad. Existen estudios que demuestran que el reflejo mamífero de inmersión se activa más rápidamente si existe un choque directo de la cara con agua a una temperatura baja.[cita requerida]
Otra de las acciones que se pueden hacer junto con una relajación total es la de tomar cierta cantidad de respiraciones de la siguiente manera:
- Tomar una bocanada de aire no muy profunda.
- Meterse debajo del agua.
- Aguantar 1"/2" y expulsar el aire por la nariz cuando se esté casi en la superficie del agua.
- Repetir este proceso durante 1' o incluso durante algo menos.

Este proceso se puede hacer para evitar el hambre de aire, que es el aviso que da el diafragma y los pulmones cuando se quiere respirar, otro método algo menos efectivo es el de tragar saliva, que no es más que hacer el reflejo de tragar algo cuando se está bajo el agua.

## Modalidades
La Asociación Internacional para el Desarrollo de la Apnea (AIDA) reconoce seis modalidades distintas:

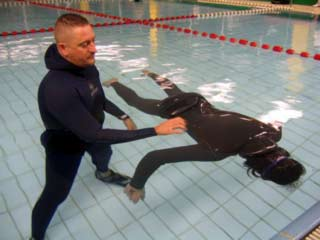
Apnea estática

- Apnea con peso constante (con o sin aletas): El apneísta desciende con un lastre de peso y solo puede tocar la cuerda guía una sola vez, para detener el descenso. Debe ascender sin tocar la cuerda, impulsado por sus brazos y piernas, o bien mediante aletas.
- Apnea dinámica (con o sin aletas): El apneísta debe recorrer la mayor distancia posible de manera horizontal, con o sin aletas, y sin contacto o ayuda de ninguna superficie estática.
- Inmersión libre: Se realiza descendiendo y ascendiendo sin ayuda de ningún tipo de propulsor, ayudándose del cabo o cuerda.
- Apnea estática: La persona retiene la respiración sin moverse, sea bien sumergido o flotando en la superficie.
- Apnea con peso variable: El apneísta desciende con un lastre, el cual puede desprenderse una vez abajo, no puede usar ningún medio de propulsión en el ascenso, valiéndose únicamente de la cuerda.
- Apnea sin límites: El descenso y el ascenso se realizan mediante los métodos elegidos por el apneísta. Normalmente se baja mediante lastres o un trineo y el ascenso mediante un globo o un chaleco con compartimentos inflables.

## Récords mundiales
Actuales récords mundiales por modalidad de acuerdo con AIDA (los organismos deportivos internacionales no reconocen los récords televisivos, ya que se realizan con una inhalación artificial previa de oxígeno puro).
| Modalidad                          | Categoría | Marca     | Apneísta                              | Fecha      | Lugar                                    |
| ---------------------------------- | --------- | --------- | ------------------------------------- | ---------- | ---------------------------------------- |
| Apnea dinámica sin aletas          | Masculina | 226 m     | Mateusz Malina                        | 09-11-2014 | Brno, República Checa                    |
| Apnea dinámica sin aletas          | Femenina  | 182 m     | Natalia Molchánova                    | 27-06-2013 | Belgrado, Serbia                         |
| Apnea dinámica con aletas          | Masculina | 300 m     | Giorgos Panagiotakis y Mateusz Malina | 2016       |                                          |
| Apnea dinámica con aletas          | Femenina  | 237 m     | Natalia Molchánova                    | 26-09-2014 | Cerdeña, Italia                          |
| Apnea estática                     | Masculina | 11m 35seg | Stéphane MIFSUD                       | 2009       |                                          |
| Apnea estática                     | Femenina  | 9 min 2 s | Natalia Molchánova                    | 29-6-2013  | Belgrado, Serbia                         |
| Peso constante sin aletas          | Masculina | 102 m     | William Trubridge                     | 07-2016    |                                          |
| Peso constante sin aletas          | Femenina  | 72 m      | Sayuri Kinoshita                      | 26-04-2016 |                                          |
| Peso constante con aletas          | Masculina | 129 m     | Alexey Molchanov                      | 28-09-2016 | Isla Espíritu Santo, Baja California Sur |
| Peso constante con aletas          | Femenina  | 123 m     | Alessia Zecchini                      | 24-05-2023 | Camotes Island                           |
| inmersión libre con peso constante | Masculina | 124 m     | William Trubridge                     | 2-05-2016  | Blue Hole, Bahamas                       |
| inmersión libre con peso constante | Femenina  | 92 m      | Jeanine Grasmeijer                    | 06-09-2016 | Bonaire, Países Bajos                    |
| inmersión libre con peso Variable  | Masculina | 150 m     | Walid Boudhiaf                        | 17-01-2021 | Sharm el Sheikh, Egipto                  |
| inmersión libre con peso Variable  | Femenina  | 130 m     | Nanja Van Der Broek                   | 2015       |                                          |
| Sin límites                        | Masculina | 214 m     | Herbert Nitsch                        | 14-6-2007  | Spetses, Grecia                          |
| Sin límites                        | Femenina  | 160 m     | Tanya Streeter                        | 17-8-2002  | Islas Turcas y Caicos                    |

### Otros récords
Récords no contemplados por la AIDA, pero sí por otras organizaciones como el Libro Guiness de los Récords. 
- Récord masculino de estática con respiración artificial previa de aire enriquecido: 24 min 3 s (con respiración previa de oxígeno) / Aleix Segura Vendrell / 28-02-2016 / Lugar: Barcelona, España.

#### Bajo Hielo
| Modalidad                                        | Categoría | Marca | Apneísta             | Fecha      | Lugar              |
| ------------------------------------------------ | --------- | ----- | -------------------- | ---------- | ------------------ |
| Apnea dinámica bajo hielo con aletas             | Masculina | 180 m | Alexei Molchanov     | 25-02-2020 | Rusia              |
| Peso constante con monoaleta bajo hielo          | Masculina | 80 m  | Alexei Molchanov     | 16-03-2021 | Lago Baikal, Rusia |
| Apnea dinámica bajo hielo sin traje y sin aletas | Femenina  | 85 m  | Yekaterina Nekrasova | 07-01-2021 | Lago Baikal, Rusia |
| Apnea dinámica bajo hielo con traje y sin aletas | Femenina  | 103 m | Johanna Nordblad     | 18-03-2021 | Hossa, Finlandia   |

## Peligros
Como deporte extremo acuático la apnea tiene sus peligros. Uno de los principales riesgos se presenta durante el ascenso de los practicantes desde profundidades alrededor de los 20 metros o más, lo que produce una expansión de los pulmones a su volumen natural, con la consecuente disminución de la presión parcial del oxígeno produciendo hipoxia que en algunos casos puede llevar al Black Out (BO) o pérdida del control motor (samba). El primero, BO, es la pérdida total de la consciencia y el segundo la pérdida parcial de la misma, las cuales si no se está supervisado por un compañero, pueden derivar en accidentes mayores como la muerte. Estos accidentes suelen suceder en los últimos diez metros, ya que a partir de esa profundidad es donde se produce un mayor descenso de la presión parcial del oxígeno. Ambas situaciones pueden presentarse también en otras disciplinas como: la apnea estática (STA) o la apnea dinámica (DYN/DNF).

## Leyendas relacionadas
- Benito Jerónimo Feijoo habla en uno de sus ensayos de los buscadores de perlas y de un "nadador siciliano, a quien vulgarmente llamaban pesce Cola, esto es, Nicolao el pez, pues se asegura que días enteros estaba debajo del agua, sustentándose entre tanto de peces crudos".[14]

- En 1911 se da una de las primeras competencias de buceo libre cuando le ofrecieron a Yorgos Haggi Statti, un pescador griego, una recompensa de algunos dólares para sumergirse más de 60 metros para rescatar el ancla del acorazado italiano Regina Margherita que se había quedado atascado en el mar Egeo. Stattis logró salvar el ancla después de aguantar la respiración por más de siete minutos, convirtiéndose así en el padre del free diving.[15]